# Cosmogonia zoroastriana

Il faravahar, uno dei simboli più noti dello zoroastrismo.

Il mito cosmogonico zoroastriano presenta il mondo come una creazione positiva, opposta alla morte, il cui ordine cosmico è stabilito dalla divinità Ahura Mazdā (Ohrmazd in pahlavi).

## L’ordinamento del cosmo: le fonti
L’azione di “ordinare il cosmo” determina la creazione di tutti i pilastri fondamentali dell’universo e di tutto ciò che è necessario all’esistenza naturale. Sia nell’Avestā che nelle iscrizioni reali achemenidi (VI secolo a.C.-IV secolo a.C.), il dio (antico persiano baga-) Ahura Mazdā è colui che “ha posto in essere (adā) il cielo e la terra, l’uomo, ma anche la sua felicità”.  L’opera divina non è, quindi, una creatio ex nihilo: Ahura Mazdā non è un dio creatore,  ma è il garante dell’armonia generale in uno stato primordiale, ancora latente tra ordine e disordine cosmico, in cui tutto ciò che è “prodotto” (anche da altri artigiani, come il thwarshtar, il Carpentiere Divino) necessita di essere collocato al suo posto. Lo stesso concetto si ritrova anche nel Ṛgveda, in cui il mondo è raffigurato come “stabilito dagli dèi”. 
Nelle Gāthā, ad Ahura Mazdā, divinità suprema e super partes, erano associate anche le figure di due Mainiiu (mainiiu‐, dalla radice man‐ “pensare”),  descritti come gemelli. Uno di essi, Spəṇta (il “benefico”), scelse aṣ̌a‐ (Ved. r̥tá‐) “l’ordine, il diritto”; mentre l’altro, Aŋra (il “cattivo”), optò per druj‐ (Ved. druh-) “la menzogna, il disordine”. La contrapposizione tra queste due figure rappresenta il modello dell’alternativa fondamentale tra la vita (Av. gaiia-) e la morte (ajiiāiti‐, “impossibilità della vita”), e la loro scelta determinò una serie di conseguenze sull’esistenza umana e terrena, tra cui lo scoppio di un conflitto tra forze opposte, in cui Ahura Mazdā non era direttamente coinvolto.  
Ahura Mazdā ricoprì, nel successivo corpus avestico, parte delle funzioni svolte da Spəṇta Mainiiu, e fu lui stesso a scontrarsi con Aŋra Mainiiu. L’antagonismo tra Ahura Mazdā e Aŋra Mainiiu (pahlavi Ohrmazd e Ahreman), i cui comportamenti opposti non sono la conseguenza di una scelta deliberata, ma sono il frutto della loro stessa natura, è uno dei più importanti aspetti del dualismo radicale zoroastriano post-gathico: nella tradizione mazdea, infatti, la dimensione fisica o corporea non è mai considerata negativa, e non c’è opposizione tra spirito e materia. L’aspetto “mentale” (Pahl. mēnōg) dell’esistenza e quello “vivente” (Pahl. gētı̄g) sono considerati come complementari e positivi in tutta la tradizione zoroastriana;  ma, mentre Ahura Mazdā (con le sue creature) e Aŋra Mainiiu (con i suoi daēuua e gli altri esseri demoniaci) condividono la dimensione dello stato “mentale” o esistenza, lo stato “vivente”, connesso al concetto di fertilità e forza vivifica, appartiene esclusivamente ad Ahura Mazdā, in quanto la vita è del tutto estranea alle forze del male. La presenza della morte e degli eventuali aspetti negativi dell’esistenza umana, quindi, non dipendono dalla creazione perfetta di Ahura Mazdā, ma sono la conseguenza di un attacco extra-cosmico prodotto da Aŋra Mainiiu, le cui azioni negative operano essenzialmente a livello “mentale”, nonostante possano corrompere il mondo “vivente” ed interferire con esso. 
Le fonti pahlavi offrono, infine, una descrizione completa delle prime fasi della creazione. Il Bundahišn (“Fondazione/Creazione primordiale”; IX secolo d.C.), in particolare, è il testo chiave per l’interpretazione della cosmogonia zoroastriana, in cui è esplicata l’origine del cosmo ed è messo in luce il significato stesso di esistenza.

## Il mito cosmogonico

### La creazione primordiale (bundahišn)
Nei primi capitoli del Bundahišn,  la lotta tra Ohrmazd e Ahreman si svolge nel quadro di un ciclo cosmico della durata di 12.000 anni. Il tempo, generalmente distinto in “infinito” e “finito”, in questo particolare caso assume il ruolo dello strumento divino con cui Ohrmazd decide di combattere il suo avversario. Ohrmazd sa, grazie alla sua “onniscienza e bontà”, che dovrà affrontare il suo antagonista Ahreman, e per evitare che il futuro conflitto primordiale si svolga nella totale assenza di limiti fisici e temporali, interrompe il “tempo infinito” e crea il ciclo cosmico, la cui emanazione è addirittura precedente alla creazione stessa dell’universo. 
Da questo momento in poi, ha inizio la prima parte della fase mēnōg della creazione (della durata di 3.000 anni), al termine della quale Ohrmazd chiede ad Ahreman di prendere parte alla sua opera “creatrice”, consapevole del fatto che l’antagonista avrebbe certamente rifiutato la sua proposta. Quando ciò accade, Ohrmazd esorta Ahreman a fissare un tempo ed un luogo prestabilito per il loro duello cosmico, conducendolo così nella sua trappola. 
Il tempo proposto da Ohrmazd è di 9.000 anni, e il luogo è quello del mondo da lui creato. Nel momento in cui Ahreman accetta le sue condizioni, una preghiera recitata da Ohrmazd, l’Ahunwar (Av. Ahuna Vairiia; Y 27,13),  fa cadere il demonio in uno stato di incoscienza lungo altri 3.000 anni, durante i quali l’opera di creazione prosegue, ma in una forma gētı̄g sospesa in uno stato di immobilità (“gētı̄g nel mēnōg”, un concetto che, secondo Marijan Molé, è paragonabile alla rappresentazione platonica del “regno delle idee”).
Tutto ciò che Ohrmazd “stabilisce” in questa fase sarà poi posto sotto la protezione di uno dei sette Amahraspand (Av. Aməša Spənta). La prima creazione del dio è il cielo (protetto da Šahrewar, Av. Xšaθra Vairiia), che racchiude il mondo come il guscio di un uovo;  poi c’è l’acqua (protetta da Hordād, Av. Haurvatāt), che riempie la metà inferiore dell’”uovo”; e, infine, la terra (protetta da Spandārmad, Av. Spənta Ārmaiti), a forma di disco piatto, che galleggia sulle acque primordiali. Sulla terra compaiono, successivamente, anche la quarta, la quinta e la sesta creazione, rispettivamente la singola pianta o albero (protetto da Amurdād; Av. Amərətāt); il Toro unicreato (protetto da Wahman, Av. Vohu Manah), prototipo di tutte le specie animali viventi; ed il primo uomo, Gayōmart (Av. Gaiiō.marətan, protetto dallo stesso Ohrmazd), un essere rotondeggiante che, per alcune caratteristiche, corrisponde al vedico Mārtāṇḍá, “l’uovo morto”.  La settima e ultima creazione, il fuoco (protetto da Ardwahišt; Av. Aṧa Vahišta) ha il compito di permeare tutte le altre creazioni.
Al termine di questo secondo ciclo di 3.000 anni, tutto ciò che Ohrmazd crea verrà trasferito nel “mondo degli esseri viventi”; nel frattempo, anche Ahreman, sospeso nelle tenebre dell’incoscienza, genera una “creazione distruttiva non-vivente”, con l’intento di usarla nella battaglia futura.

### Il periodo del mescolamento e della lotta con i demoni (gumēzišn)
Con la conclusione del secondo ciclo di 3.000 anni, termina anche la prima metà del ciclo cosmico mazdeo di 12.000 anni, la quale lascia il posto a quello che è definito “lo stato del gētı̄g”. La stasi viene interrotta dall’azione della demonessa J̌eh, la prostituta primordiale, che risveglia Ahreman e crea le condizioni per la fine dell’immobilità e l’inizio dell’invasione del creato da parte del demonio e delle sue creature. 
Le modalità del risveglio di Ahreman riflettono l’idea precisa della concezione zoroastriana della vita e della fecondità: infatti, l’unione fisica tra J̌eh e Ahreman (indotta dall’onnisciente Ohrmazd, il quale proietta l’immagine di un bellissimo giovane nella mente della demonessa e la spinge, così, a manifestare il proprio desiderio erotico nei confronti dell’antagonista), impedisce che lei richieda al Maligno la sterilità per l’uomo, e quindi evita di corrompere la perfezione assoluta del mondo e della vita. Questo mitologema rappresenta un’evidente manifestazione di esaltazione del potere salvifico della sessualità nel contesto cosmologico, in cui la “spinta” alla riproduzione e alla vita appare più forte di quella mentale e psicotica dei demoni mortiferi.
Una volta messi in moto gli ingranaggi, la rottura dello stato infinito non-vivente e l’irruzione di Ahreman e dei demoni nel mondo comportano due conseguenze distinte: da un lato, il mondo perfetto è violato dalle forze del male, e creature come il Toro unicreato ed il primo essere umanoide, Gayōmart, incontrano la morte; ma dall’altro, anche Ahreman e la sua armata si ritrovano ad essere imprigionati nel tempo e nello spazio finito, intrappolati nel luogo che Ohrmazd ha scelto per loro, vale a dire la spihr ı̄ gumēzišnı̄g (“la sfera del mescolamento”),  o più semplicemente, la cintura zodiacale. In questa parte del cielo, infatti, i demoni planetari  al servizio di Ahreman ingaggiano un duello con le stelle extragalattiche del firmamento, il Sole, la Luna e le costellazioni zodiacali, le quali richiudono il buco nella volta celeste creato dall’armata demoniaca e creano le condizioni per la conclusione del “tempo infinito” e l’inizio di quello “finito”.
La vita, nonostante il duro colpo, trova comunque il modo di preservarsi: il fuoco protegge il mondo della rettitudine, rendendo possibile il movimento necessario alla dimensione gētı̄g; e alla morte del Toro, esso sparge il suo seme sulla terra, che sarà poi purificato dalla luce della Luna e darà origine, in futuro, a tutte le specie animali e vegetali. Allo stesso modo, anche il seme di Gayōmart feconda Spandārmad, la madre terra (nonché sua madre), e questo evento darà luogo alla nascita dei primi gemelli umani, Mašyē e Mašyānē, entrambi nati dalle foglie di una pianta di rabarbaro.

### Il “rinnovamento” finale (fraš(a)gird)
Da questo momento, secondo la cosmologia zoroastriana, saranno necessari altri 6.000 anni dello stato gētı̄g prima di ottenere la distruzione finale di Ahreman, ad opera di Ohrmazd.
I primi 3.000 anni del gētı̄g si concludono con la rivelazione del mazdeismo a Zoroastro. Infine, l’ultimo periodo di 3.000 anni è caratterizzato, alla fine di ogni millennio, dalle nascite miracolose dei suoi tre figli, i Sōšāns (Av. saošiiaṇt), i quali hanno il compito di annunciare la liberazione dalle tenebre.  Sarà poi con la venuta al mondo del terzo figlio, il Sōšāns per eccellenza, che i morti resusciteranno, l’armata dei demoni verrà annichilita e, finalmente, si realizzerà la distruzione completa di Ahreman. Solo in quel momento, con la discesa finale di Ohrmazd nel combattimento e il suo completo trionfo, il “tempo finito” e la lotta tra il bene e il male giungeranno al termine, verrà ristabilito il “tempo infinito”, e il mondo tornerà al suo stato originario di perfezione, senza morte, invecchiamento o sofferenza. L’umanità trascorrerà la sua vita nel tan ı̄ pasēn,  il corpus resurrectionis, ed ogni essere umano si immergerà nel fiume di metallo (apocatastasi del ferro e del fuoco) e verrà mondato da ogni peccato. L’assoluzione indiscriminata non sarà però priva di punizione: coloro che saranno destinati all’Inferno (pahlavi dušox) non saranno dannati eternamente, ma trascorreranno tre giorni di dolorosissima e durissima espiazione, al termine della quale saranno perdonati e otterranno l’accesso al Regno di luce di Ohrmazd. Lo stesso fiume distruggerà poi il drago celeste Gōzihr, e il suo metallo chiuderà definitivamente anche il buco prodotto dall’assalto di Ahreman nella volta celeste, riportando la pace. 

## Cosmografia
Il “cielo” (asman‐ in avestico), così come riportato dalle fonti, era concepito su vari livelli crescenti, appartenenti, rispettivamente, alle stelle, alla Luna, al Sole e, infine, alle “luci senza principio” (raocå anaγra). Quest’ultimo livello è anche la dimora del paradiso di Ahura Mazdā, il Regno di luce, in cui si recano le anime dei defunti dopo aver completato il percorso di espiazione dai loro peccati. Tale ordine, in quanto astronomicamente incoerente, sembra essere di natura esclusivamente religiosa, e potrebbe avere la sua origine nei testi mistici babilonesi dell’inizio del I millennio a.C.: le fonti descrivono, infatti, un modello celeste con tre diversi cieli sovrapposti, ciascuno costituito da una pietra preziosa, e anch’esse collocano le stelle nel livello più basso. 
Il mondo terrestre, invece, era descritto come rotondo (ma non del tutto sferico, più ovale come un uovo) ed era diviso in sette grandi continenti, chiamati in avestico karšuuar‐/karšuuan‐ (Pahl. kišwar). Quello centrale, nonché il primo per importanza, è Xvaniraθa, ovvero l’ancestrale “patria degli Ariani” (Airiiānąm vaējah‐), in cui si trovano anche il mare di Vourukaṣ̌a e i monti Us.həṇdauua‐ e Harā‐ (“posto di guardia”). Questo modello cosmografico ha un corrispettivo in quelli indù e buddista, i quali descrivono il mondo diviso in sette dvı̄pa, con il monte Meru (o Sumeru) che svetta al centro della regione Jambūdvıp̄a. La comune origine indo-iranica di queste ideologie è evidente; ma un primo sviluppo esclusivamente iranico, di tradizione manichea, è da ricercare nell’importanza attribuita a Xvaniraθa (Pahl. Ērānwēz), in quanto patria di Zoroastro e della sua rivelazione.

## Altre dottrine: lo Zurvanismo
L’orientamento di pensiero “zurvanita”, forse introdotto durante la seconda metà dell’epoca achemenide, si discosta dall’articolazione dualisticamente e ontologicamente radicale della cosmologia zoroastriana “standard” presente nei testi pahlavi, e propone una versione diversa del mito della creazione, generalmente definita “eretica” dall’ortodossia religiosa mazdaica.
Secondo la tradizione zurvanita, i due gemelli, Orhmazd e Ahreman, furono generati dalla divinità del tempo Zurwān, essere primordiale e superiore. Il concepimento avvenne al termine di un rito della durata di 1.000 anni, e fu possibile grazie alla natura androgina del dio. 
In principio, Zurwān era intenzionato a dar vita ad un solo erede, Ohrmazd, frutto positivo del suo sacrificio; ma Ahreman, il gemello malvagio, fece la sua comparsa nel momento in cui il dio del tempo cominciò a nutrire dei dubbi sull’efficacia del suo atto. La nascita dei due gemelli condusse poi ad una lotta per la conquista del “regno” di Zurwān, della durata di 9.000 anni.
Non si hanno tracce dello zurvanismo oltre il X secolo, ma la sua stessa esistenza rende evidente la complessità del pensiero zoroastriano, il quale deve essere stato certamente più ampio e articolato di quello che è stato tramandato dalle fonti sopravvissute.

### Riferimenti
1. ↑  Panaino 2015: 235.
2. ↑  Kellens 1989.
3. ↑  Skjærvø 2005: 37.
4. ↑  Panaino 2015: 236.
5. ↑  Gnoli 1962, Gnoli 1963 in Panaino 2015: 236.
6. ↑  Traduzione di Agostini e Thrope (2020).
7. ↑  Panaino 2021: 91.
8. ↑  Molé 1959: 443.
9. ↑  Bailey 1943: 135-136.
10. 1 2  Panaino 2021: 99.
11. ↑  Agostini et Thrope 2020: 23-26.
12. ↑  Panaino 2021: 97-98.
13. ↑  Panaino 2015: 254.
14. ↑  Panaino 2015: 241.
15. ↑  Panaino 2015: 244.
16. ↑  Panaino 2019.
17. ↑  Gnoli 1987: 47.
18. ↑  Panaino 2021: 94-95.